# 班巴金
班巴金是缅甸掸邦孟东县孟东镇区下辖的一个镇，该镇是班巴金分镇区的镇治。2012年5月23日南掸邦军与缅甸政府军在班巴金地区发生军事冲突，冲突中无人受伤，几分钟后战斗停止。该镇也是一个边境口岸城市。